# Sophronica conradti
Sophronica conradti är en skalbaggsart som beskrevs av Aurivillius 1907. Sophronica conradti ingår i släktet Sophronica och familjen långhorningar. Inga underarter finns listade i Catalogue of Life.